# Fußball-Bezirksliga Magdeburg 1956
Die Fußball-Bezirksliga Magdeburg 1956 war die fünfte Austragung der vom Bezirksfachausschuss (BFA) Fußball Magdeburg durchgeführten Bezirksliga Magdeburg. Sie war die höchste Spielklasse im Bezirk Magdeburg und die vierthöchste im Ligasystem auf dem Gebiet des DS.
Die BSG Chemie Schönebeck wurde zum zweiten Mal nach 1953 Bezirksmeister und qualifizierte sich für die Aufstiegsrunde zur II. DDR-Liga. Dort belegte Schönebeck in der Staffel 3 den fünften Rang und verblieb in der Bezirksliga. 
In eine der untergeordneten Bezirksklassestaffeln stiegen nach jeweils fünf Spielzeiten die BSG Empor Klein Wanzleben und die BSG Aufbau Börde Magdeburg ab. Durch die Aufstockung der Bezirksliga zur Folgesaison auf 14 Mannschaften, stiegen im Gegenzug die drei Erstplatzierten der Bezirksliga-Aufstiegsrunde, die BSG Aktivist Hötensleben als Bezirksliganeuling, die BSG Traktor Diesdorf nach zwei und die BSG Motor Barleben nach drei Spielzeiten auf.

## Abschlusstabelle
| Pl. | Mannschaft                  | Sp. | S  | U | N  | Tore    | Quote | Punkte |
| --- | --------------------------- | --- | -- | - | -- | ------- | ----- | ------ |
| 1.  | BSG Chemie Schönebeck       | 24  | 14 | 7 | 3  | 065:360 | 1,81  | 35:13  |
| 2.  | BSG Motor Oschersleben      | 24  | 15 | 2 | 7  | 060:400 | 1,50  | 32:16  |
| 3.  | BSG Einheit Burg (S)        | 24  | 13 | 4 | 7  | 056:280 | 2,00  | 30:18  |
| 4.  | BSG Turbine Magdeburg       | 24  | 11 | 7 | 6  | 044:310 | 1,42  | 29:19  |
| 5.  | BSG Aktivist Staßfurt       | 24  | 13 | 2 | 9  | 063:410 | 1,54  | 28:20  |
| 6.  | BSG Lokomotive Halberstadt  | 24  | 11 | 3 | 10 | 047:370 | 1,27  | 25:23  |
| 7.  | BSG Stahl Blankenburg       | 24  | 10 | 3 | 11 | 052:460 | 1,13  | 23:25  |
| 8.  | BSG Lokomotive Haldensleben | 24  | 10 | 3 | 11 | 053:500 | 1,06  | 23:25  |
| 9.  | BSG Motor Schönebeck        | 24  | 8  | 7 | 9  | 042:470 | 0,89  | 23:25  |
| 10. | BSG Stahl Calbe             | 24  | 10 | 1 | 13 | 047:700 | 0,67  | 21:27  |
| 11. | BSG Traktor Gröningen       | 24  | 8  | 4 | 12 | 040:470 | 0,85  | 20:28  |
| 12. | BSG Empor Klein Wanzleben   | 24  | 6  | 0 | 18 | 034:990 | 0,34  | 12:36  |
| 13. | BSG Aufbau Börde Magdeburg  | 24  | 4  | 3 | 17 | 028:590 | 0,47  | 11:37  |

| (S) Sieger der Übergangsrunde 1955 |

Namensänderung während der Saison
- BSG Motor Blankenburg → BSG Stahl Blankenburg

## Kreuztabelle
Die Kreuztabelle stellt die Ergebnisse aller Spiele dieser Saison dar. Die Heimmannschaft ist in der linken Spalte aufgelistet und die Gastmannschaft in der obersten Reihe.
| Bezirksliga Magdeburg 11. März 1956 – 14. Oktober 1956 | Bezirksliga Magdeburg 11. März 1956 – 14. Oktober 1956 | BSG Chemie Schönebeck | BSG Motor Oschersleben | BSG Einheit Burg | BSG Turbine Magdeburg | BSG Aktivist Staßfurt | HBS | BSG Stahl Blankenburg | HDL | BSG Motor Schönebeck | BSG Stahl Calbe | BSG Traktor Gröningen | BSG Empor Klein Wanzleben | BSG Aufbau Börde Magdeburg |
| ------------------------------------------------------ | ------------------------------------------------------ | --------------------- | ---------------------- | ---------------- | --------------------- | --------------------- | --- | --------------------- | --- | -------------------- | --------------- | --------------------- | ------------------------- | -------------------------- |
| 01.                                                    | BSG Chemie Schönebeck                                  |                       | 3:1                    | 3:0              | 1:1                   | 2:0                   | 3:2 | 5:3                   | 5:1 | 3:3                  | 2:3             | 5:1                   | 5:1                       | 2:0                        |
| 02.                                                    | BSG Motor Oschersleben                                 | 3:0                   |                        | 1:3              | 3:0                   | 5:3                   | 3:2 | 2:1                   | 3:2 | 3:2                  | 6:1             | 0:0                   | 6:0                       | 1:0                        |
| 03.                                                    | BSG Einheit Burg                                       | 4:0                   | 2:2                    |                  | 0:0                   | 2:1                   | 1:0 | 6:2                   | 4:0 | 2:2                  | 1:2             | 3:1                   | 9:0                       | 4:0                        |
| 04.                                                    | BSG Turbine Magdeburg                                  | 2:2                   | 2:1                    | 1:2              |                       | 2:3                   | 2:0 | 1:1                   | 2:1 | 0:0                  | 4:0             | 4:2                   | 3:0                       | 4:0                        |
| 05.                                                    | BSG Aktivist Staßfurt                                  | 0:0                   | 3:0                    | 2:0              | 5:0                   |                       | 2:2 | 4:0                   | 3:1 | 3:1                  | 4:3             | 0:3                   | 11:0                      | 2:0                        |
| 06.                                                    | BSG Lokomotive Halberstadt                             | 0:2                   | 3:1                    | 2:1              | 0:0                   | 2:4                   |     | 2:1                   | 3:0 | 5:0                  | 2:1             | 1:3                   | 6:2                       | 6:0                        |
| 07.                                                    | BSG Stahl Blankenburg                                  | 1:1                   | 1:2                    | 4:3              | 1:2                   | 5:0                   | 0:1 |                       | 3:2 | 2:2                  | 3:0             | 2:1                   | 11:0                      | 4:3                        |
| 08.                                                    | BSG Lokomotive Haldensleben                            | 2:2                   | 4:1                    | 2:0              | 1:3                   | 2:1                   | 1:1 | 4:0                   |     | 6:3                  | 3:1             | 2:1                   | 2:0                       | 8:2                        |
| 09.                                                    | BSG Motor Schönebeck                                   | 0:3                   | 1:0                    | 2:1              | 2:2                   | 3:0                   | 0:3 | 1:0                   | 2:0 |                      | 5:1             | 3:1                   | 2:0                       | 2:2                        |
| 10.                                                    | BSG Stahl Calbe                                        | 2:4                   | 2:6                    | 1:4              | 3:2                   | 2:1                   | 3:1 | 0:2                   | 4:1 | 5:3                  |                 | 2:2                   | 3:1                       | 3:1                        |
| 11.                                                    | BSG Traktor Gröningen                                  | 2:2                   | 0:2                    | 0:1              | 2:1                   | 2:4                   | 0:2 | 1:2                   | 2:2 | 3:1                  | 4:0             |                       | 5:1                       | 0:5                        |
| 12.                                                    | BSG Empor Klein Wanzleben                              | 2:5                   | 4:6                    | 0:3              | 1:3                   | 2:6                   | 2:1 | 3:2                   | 2:5 | 2:1                  | 6:1             | 1:2                   |                           | 3:1                        |
| 13.                                                    | BSG Aufbau Börde Magdeburg                             | 2:5                   | 1:2                    | 0:0              | 0:3                   | 2:1                   | 4:0 | 0:1                   | 2:1 | 0:0                  | 2:4             | 1:2                   | 0:1                       |                            |

## Bezirksmeister
| 1.                             | BSG Chemie Schönebeck |
| Logo der BSG Chemie Schönebeck | Erwin Reuer Hirschfeldt, Dommach, Gert Böttcher Gräfe, Adolf Werner Arndt, Dieter Dzial, Klaus Wedekind, Gaube, Brinkmann Spielertrainer: Matthes |
| Logo der BSG Chemie Schönebeck | außerdem: Peier (TW), Diesner, Matthes, Michaelis, Horst Moch, Klaus Pietzner, Thorwächter, G. Wedekind                                           |

## Bezirksliga-Aufstiegsrunde
In der Aufstiegsrunde ermittelten die vier Staffelsieger der Bezirksklasse die drei Aufsteiger zur Bezirksliga.

### Abschlusstabelle
| Pl. | Mannschaft                               | Sp. | S | U | N | Tore    | Quote | Punkte |
| --- | ---------------------------------------- | --- | - | - | - | ------- | ----- | ------ |
| 1.  | BSG Aktivist Hötensleben (Staffel 3)     | 6   | 5 | 0 | 1 | 027:900 | 3,00  | 10:20  |
| 2.  | BSG Traktor Diesdorf (Staffel 4)         | 6   | 3 | 1 | 2 | 017:160 | 1,06  | 07:50  |
| 3.  | BSG Motor Barleben (Staffel 1)           | 6   | 2 | 1 | 3 | 020:230 | 0,87  | 05:70  |
| 4.  | BSG Traktor Niederndodeleben (Staffel 2) | 6   | 1 | 0 | 5 | 013:290 | 0,45  | 02:10  |

### Kreuztabelle
Die Kreuztabelle stellt die Ergebnisse aller Spiele dieser Aufstiegsrunde dar. Die Heimmannschaft ist in der linken Spalte aufgelistet und die Gastmannschaft in der obersten Reihe.
| Bezirksliga-Aufstiegsrunde 14. Oktober 1956 – 18. November 1956 | Bezirksliga-Aufstiegsrunde 14. Oktober 1956 – 18. November 1956 | Hötensleben | Diesdorf | Barleben | Niederndodeleben |
| --------------------------------------------------------------- | --------------------------------------------------------------- | ----------- | -------- | -------- | ---------------- |
| 1.                                                              | BSG Aktivist Hötensleben                                        |             | 3:1      | 4:0      | 9:1              |
| 2.                                                              | BSG Traktor Diesdorf                                            | 2:1         |          | 4:3      | 5:2              |
| 3.                                                              | BSG Motor Barleben                                              | 4:5         | 4:4      |          | 5:3              |
| 4.                                                              | BSG Traktor Niederndodeleben                                    | 1:5         | 3:1      | 3:4      |                  |